# Spodnja Branica
Spodnja Branica je naselje v Mestni občini Nova Gorica.